# Minken Fosheim
Birte Fosheim Wiedenskol (Oslo, 20 de março de 1956 – Oslo, 7 de junho de 2018) foi uma atriz e autora.

## Carreira
Mais conhecida por seus livros infantis sobre famosos compositores, e seu papel como Vigdis Reverud na década de 1990 em Karl & Co.

## Morte
Minken foi diagnosticada com câncer terminal pancreático no início de 2018, e morreu da doença, em 7 de junho de 2018, aos 62 anos.

## Filmografia
- "Fruen fra havet" (TV, 1979)
- Den som henger eu pt tråd (TV, de 1980)
- Pouco Ida (1981)
- Svarta fåglar (1983)
- Viva Villaveien!  (1989)
- Um Punhado de Tempo (1990)
- "Karl & Co" (TV, 1998-2001)
- Tsatsiki, morsan och polisen (1999)
- Sofies verden (2000)